# Fernando Peyroteo
Fernando Baptista de Seixas Peyroteo de Vasconcelos, noto semplicemente come Fernando Peyroteo (Humpata, 10 marzo 1918 – Lisbona, 28 novembre 1978), è stato un calciatore e allenatore di calcio portoghese, di ruolo attaccante.
Avendo messo a segno 559 gol in 354 partite ufficiali, con una media di 1,57 gol a partita, (altre fonti riportano 544 gol in 334 partite ufficiali), risulta il calciatore con la media reti a partita più alta della storia.

## Carriera

### Giocatore

#### Club
Nato in Angola (al tempo ancora colonia portoghese), si trasferisce presto in Portogallo e comincia a giocare a calcio nelle giovanili dello Sporting Lisbona.
Allo Sporting viene scoperto e formato personalmente dall'allenatore ungherese József Szabó che, compreso il talento, gli dedica sessioni di allenamento esclusive.
Con Jesus Correia, Albano Narciso Pereira, Manuel Vasques e José Travassos forma il quintetto divenuto noto in tutto il mondo come i Cinco Violinos che fanno le fortune dello Sporting Lisbona negli anni trenta e quaranta del XX secolo.

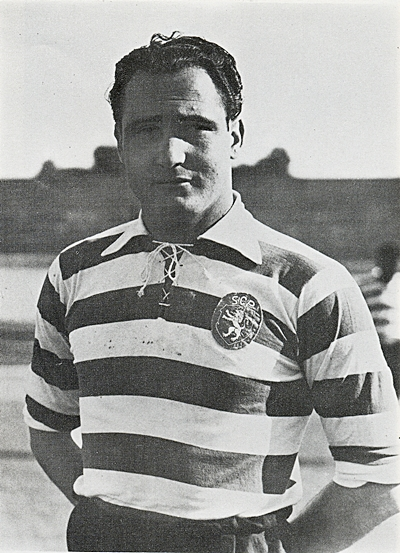
Peyroteo con la maglia dello Sporting

Dal 1937 al 1949 Peyroteo si afferma come bomber dei Leoni: mette a segno 332 reti in sole 197 partite di Primeira Liga, record tutt'ora imbattuto, nonostante sia stato avvicinato tra gli anni sessanta e gli anni settanta da Eusébio, che è arrivato a segnare 317 reti in campionato portoghese. Il 22 febbraio del 1944 diventa il primo calciatore della storia a mettere a segno 9 reti in un'unica partita, la gara di campionato vinta per 14-0 contro il Leça.
In campo internazionale disputa due soli incontri (all'epoca non esistevano competizioni pan-europee): durante la Coppa Latina 1949 mette a segno una tripletta ai danni del Torino, ma lo Sporting perde la finale contro i padroni di casa del Barcellona.

#### Nazionale
Con la nazionale portoghese, all'epoca piuttosto modesta, disputò 20 gare ufficiali mettendo a segno 14 reti. L'unica partita non amichevole a cui prese parte fu nell'ambito delle qualificazioni al Mondiale del 1938, persa a Milano in campo neutro contro la Svizzera per 2-1, nonostante un suo gol. Fu uno dei lusitani in campo nella batosta (10-0) contro l'Inghilterra del 25 maggio 1947: rimane ancora oggi la più pesante sconfitta della nazionale portoghese.
Il 5 ottobre 1949 giocò la sua partita di addio al calcio, all'età di soli 31 anni. Poco dopo cominciò ad allenarsi con il Belenenses per quella che avrebbe dovuto essere la sua ultima stagione da professionista, ma finì tutto in un nulla di fatto.

### Allenatore
Dopo il suo ritiro dal calcio, Peyroteo fu allenatore di mediocri squadre portoghesi, anche se nel 1961 fu chiamato sulla panchina del Portogallo per le ultime due partite del girone di qualificazione ai Mondiali del 1962, senza riuscire a raggiungere la qualificazione. Peyroteo morì nel 1978, all'età di 60 anni.

## Palmarès

### Club
- Campionato portoghese: 5

Sporting Lisbona: 1940-1941, 1943-1944, 1946-1947, 1947-1948, 1948-1949
- Taça de Portugal: 4

Sporting Lisbona: 1940-1941, 1944-1945, 1945-1946, 1947-1948
- Campionato di Lisbona: 7

Sporting Lisbona: 1937, 1938, 1940, 1941, 1942, 1944, 1946
- Campeonato de Portugal: 1

Sporting Lisbona: 1938
- Supercoppa di Portogallo: 1

Sporting Lisbona: 1944

### Individuale
- Capocannoniere del campionato portoghese: 6

1937-1938 (34 gol), 1939-1940 (29 gol), 1940-1941 (29 gol), 1945-1946 (37 gol), 1946-1947 (43 gol), 1948-1949 (40 gol)
- Capocannoniere della Coppa Latina: 1

1949 (3 gol a pari merito con César Rodríguez Álvarez)